# STS-51-B
STS-51-B byla sedmá mise raketoplánu Challenger. Celkem se jednalo o 17. misi raketoplánu do vesmíru. Cílem letu bylo vynesení stanice „Spacelab 3“.

## Posádka
- Robert F. Overmyer (2) velitel
- Frederick D. Gregory (1) pilot
- Don L. Lind (1) letový specialista (velitel užitečného zatížení)
- Norman E. Thagard (2) letový specialista
- William E. Thornton (2) letový specialista
- Lodewijk van den Berg (1) specialista pro užitečné zatížení
- Taylor Wang (1) specialista pro užitečné zatížení

V závorkách je uvedený dosavadní počet letů do vesmíru včetně této mise.